# B. Altman and Company
B. Altman and Company était un grand magasin de New York, créé par Benjamin Altman en 1865. Il fut officiellement fermé le 31 décembre 1989. Le magasin était situé sur la Cinquième Avenue, à l'intersection avec la 34e Rue, c'est-à-dire à proximité de l'Empire State Building construit en 1930. Mais B. Altman and Company fut également l'une des premières chaînes de magasins à s'étendre à d'autres régions que celle de sa ville d'origine. Ainsi, Altman possédait des magasins en Pennsylvanie, dans le New Jersey et dans l'État de New York.

## Histoire
Dès le début du XXe siècle, B. Altman and Company est comparé au Bon Marché à Paris. En 1906, le magasin déménage de la sixième à la cinquième avenue, où a été construit l'immeuble B. Altman and Company. La façade de l'immeuble devient un monument historique de la ville en 1982.
Historiquement, les revenus de l'entreprise ont alimenté le financement de la fondation Altman (Altman Foundation) lancée en 1913 et dédiée au financement de projets caritatifs. La fondation détenait les parts de l'entreprise, mais des changements de loi dans l'État de New York en 1985 ont poussé la fondation à céder son activité commerciale la même année à la L. J. Hooker Corporation (aussi propriétaire des magasins Bonwit Teller à New-York) et ses biens immobilier à KMO Realty Partners. Le 17 novembre 1989, la cour de New-York ordonne la mise en liquidation de B. Altman and Company et de ses 5 magasins sur la demande de son propriétaire L. J. Hooker Corporation, avec une fermeture du magasin de la cinquième avenue programmée pour janvier 1990. Le magasin situé dans le centre commercial Forest Fair Mall à Cincinnati reste ouvert.
La fondation a perduré, elle a versé 235 millions de dollars sous forme de bourses entre 1989 et 2013.

## Galerie

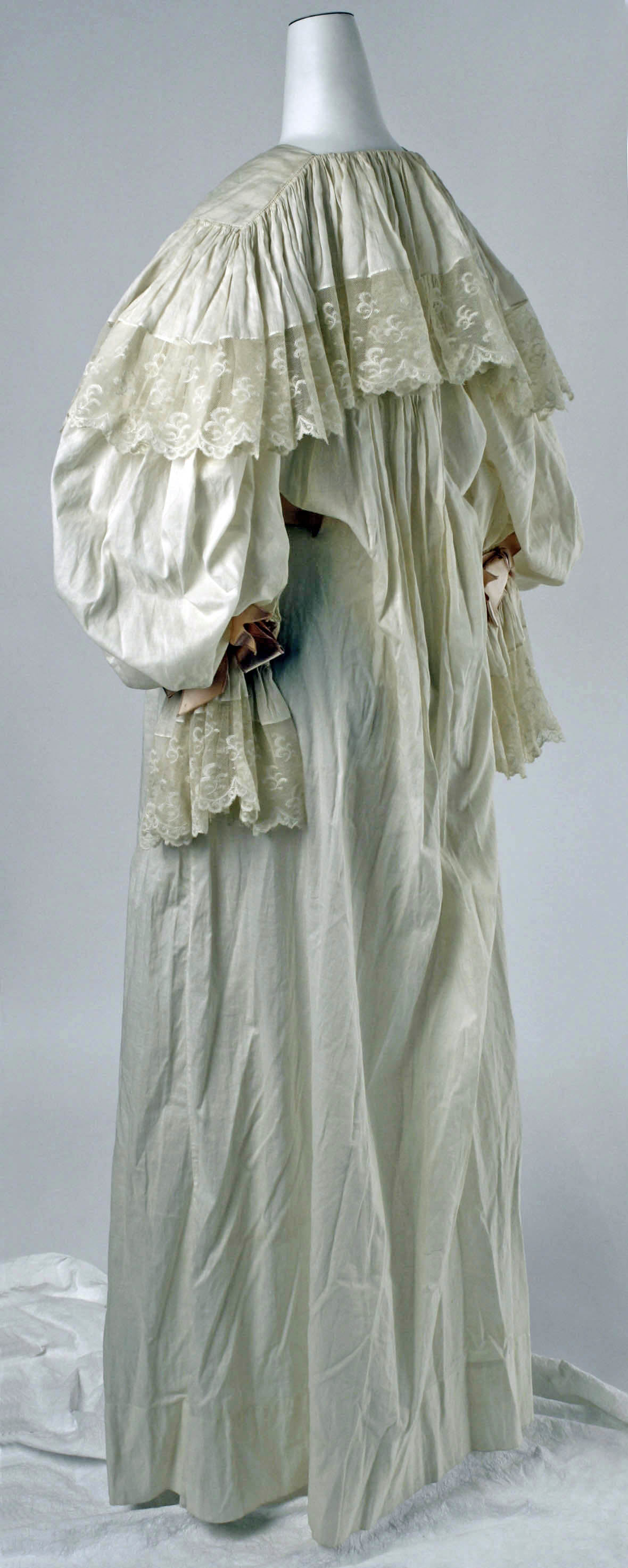
Créateur : B. Altman & Co (1894), Metropolitan Museum of Art.
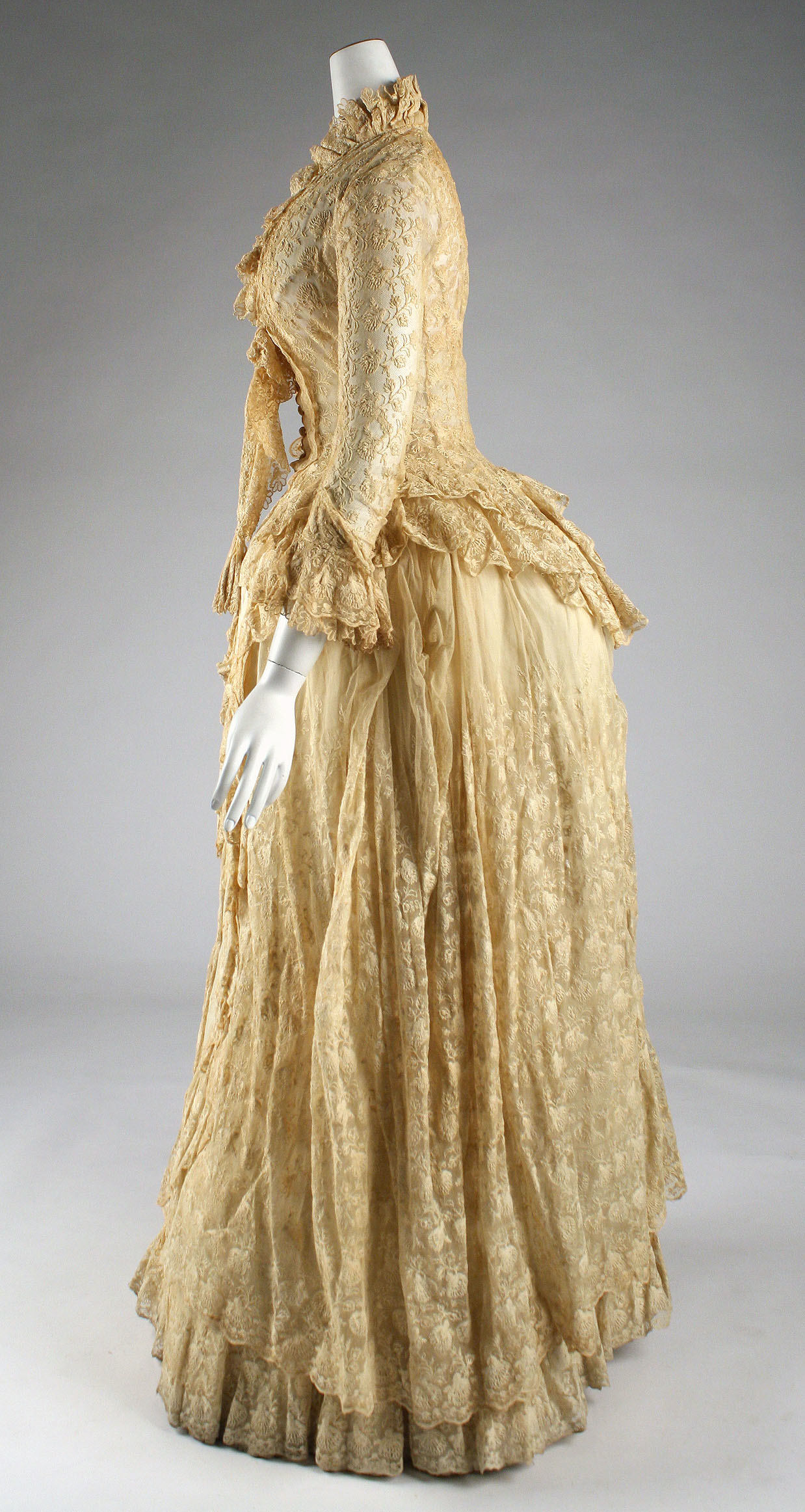
Créateur : B. Altman & Co (1883), Metropolitan Museum of Art.
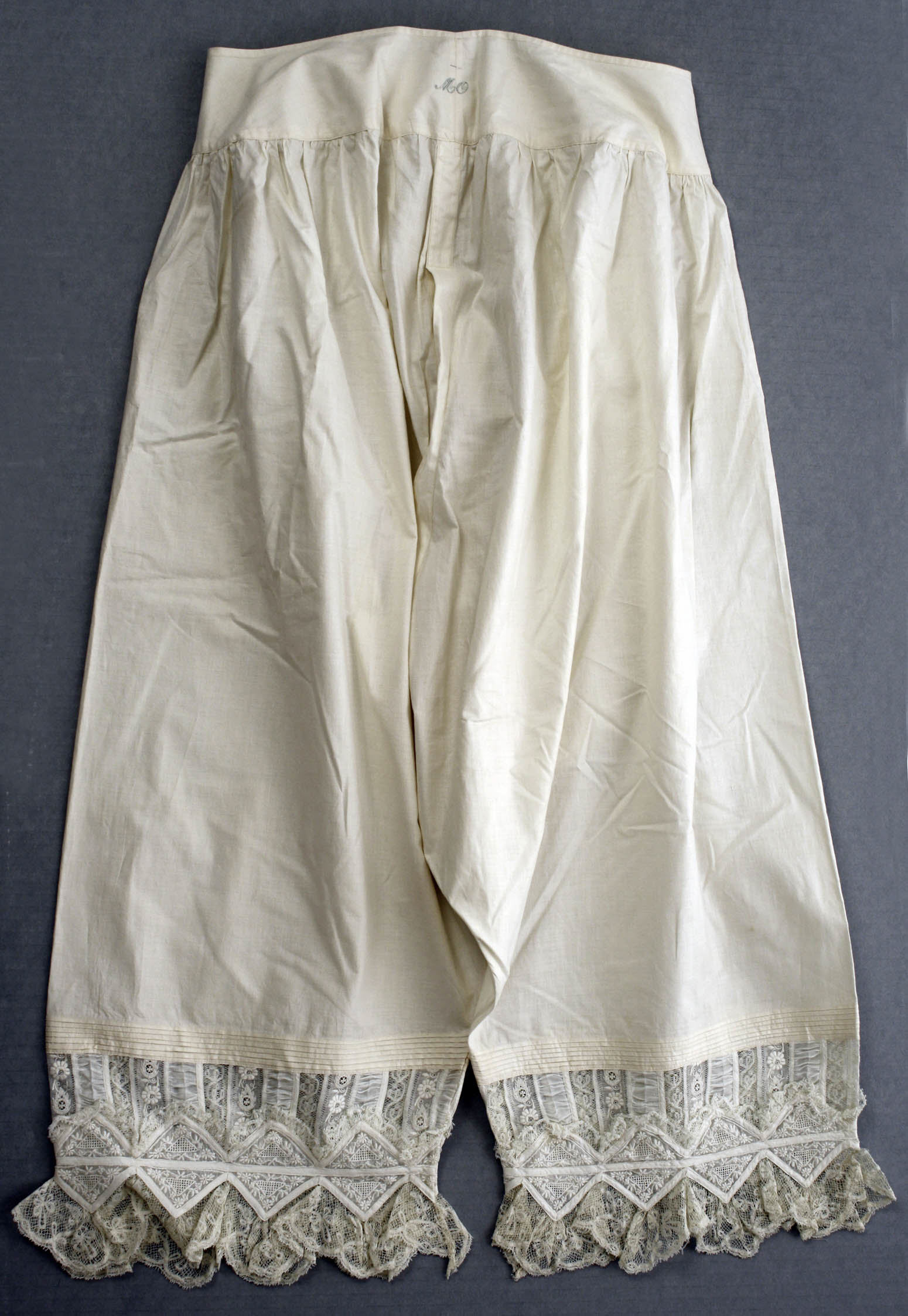
Créateur : B. Altman & Co (1881), Metropolitan Museum of Art.
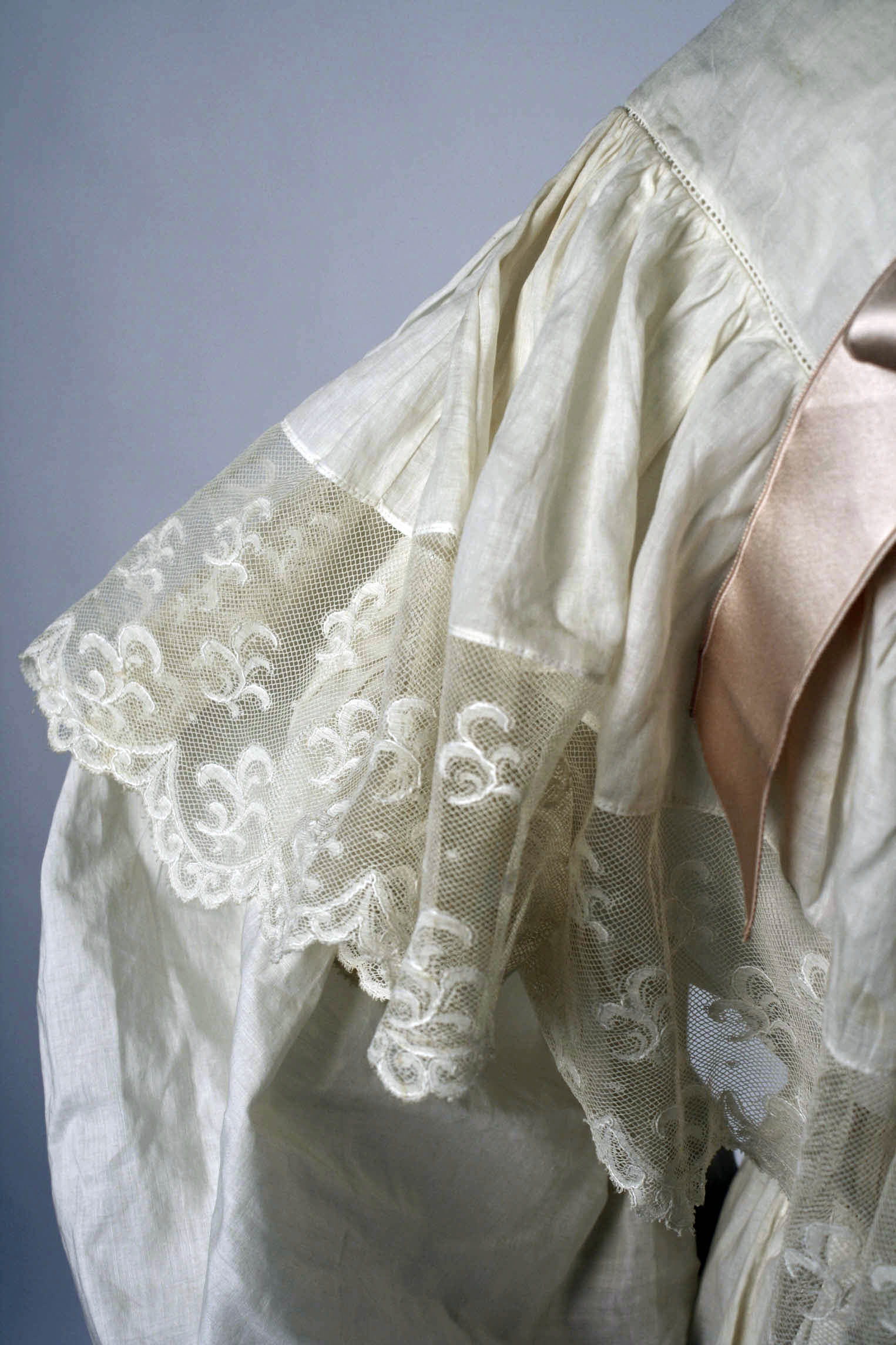
Créateur : B. Altman & Co (1894), Metropolitan Museum of Art.
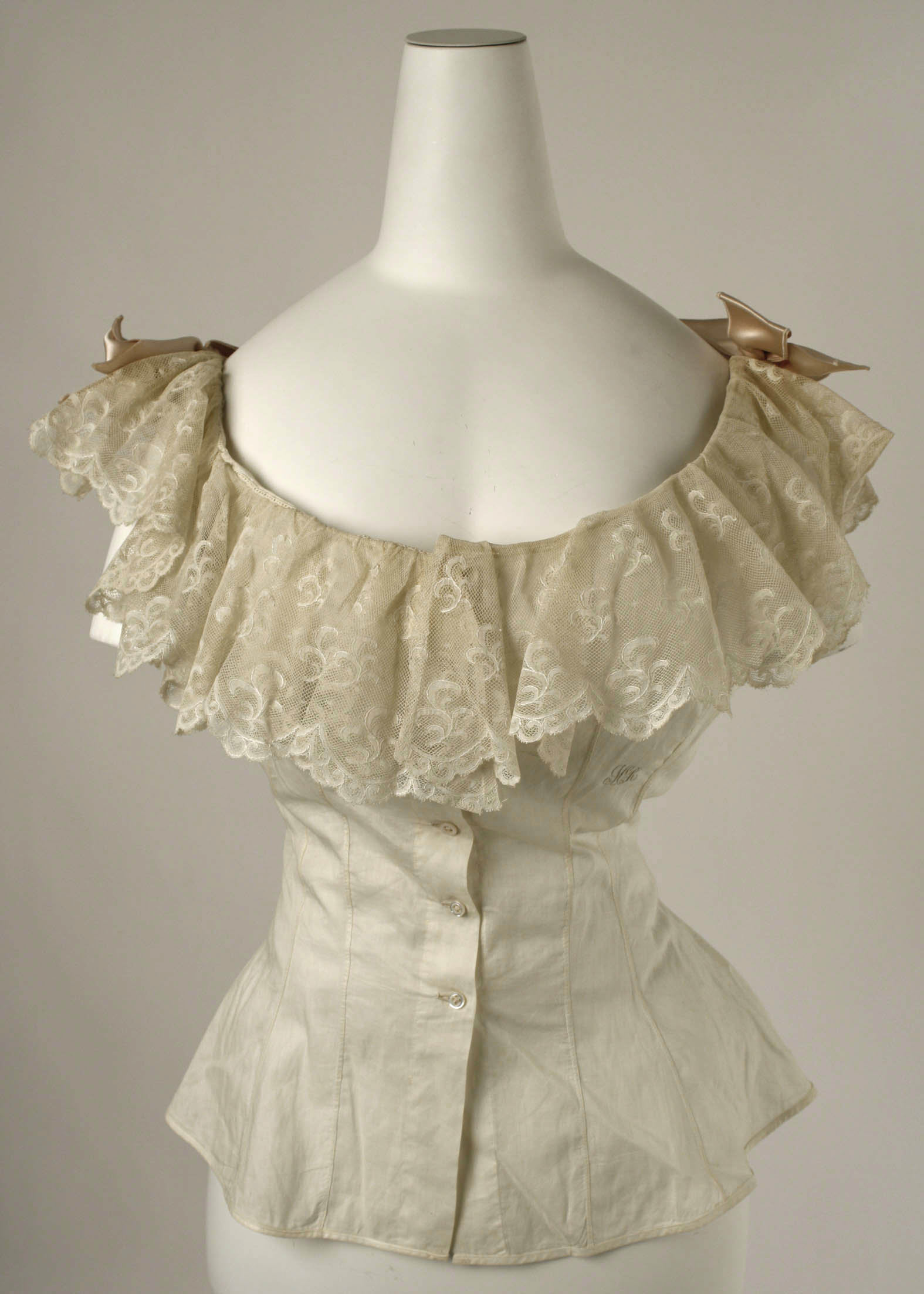
Créateur : B. Altman & Co (1894), Metropolitan Museum of Art.
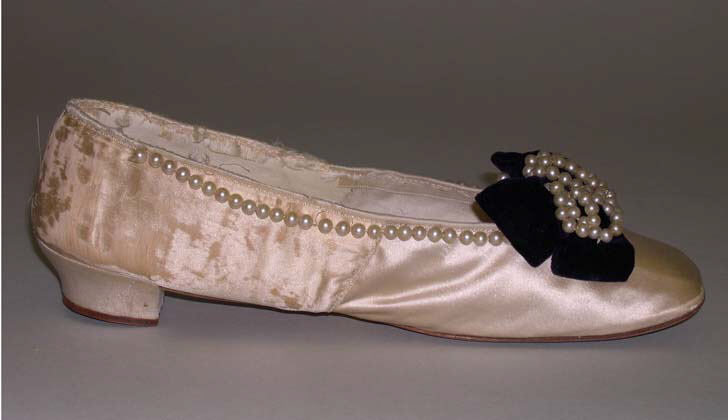
Créateur : B. Altman & Co (1850), Metropolitan Museum of Art.
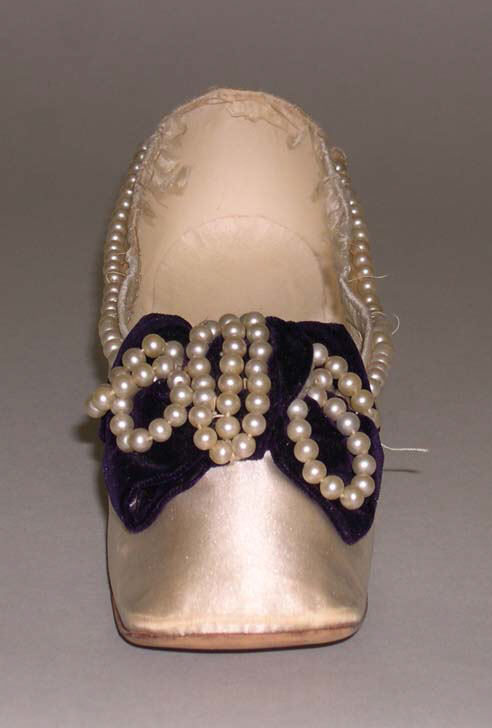
Créateur : B. Altman & Co (1850), Metropolitan Museum of Art.
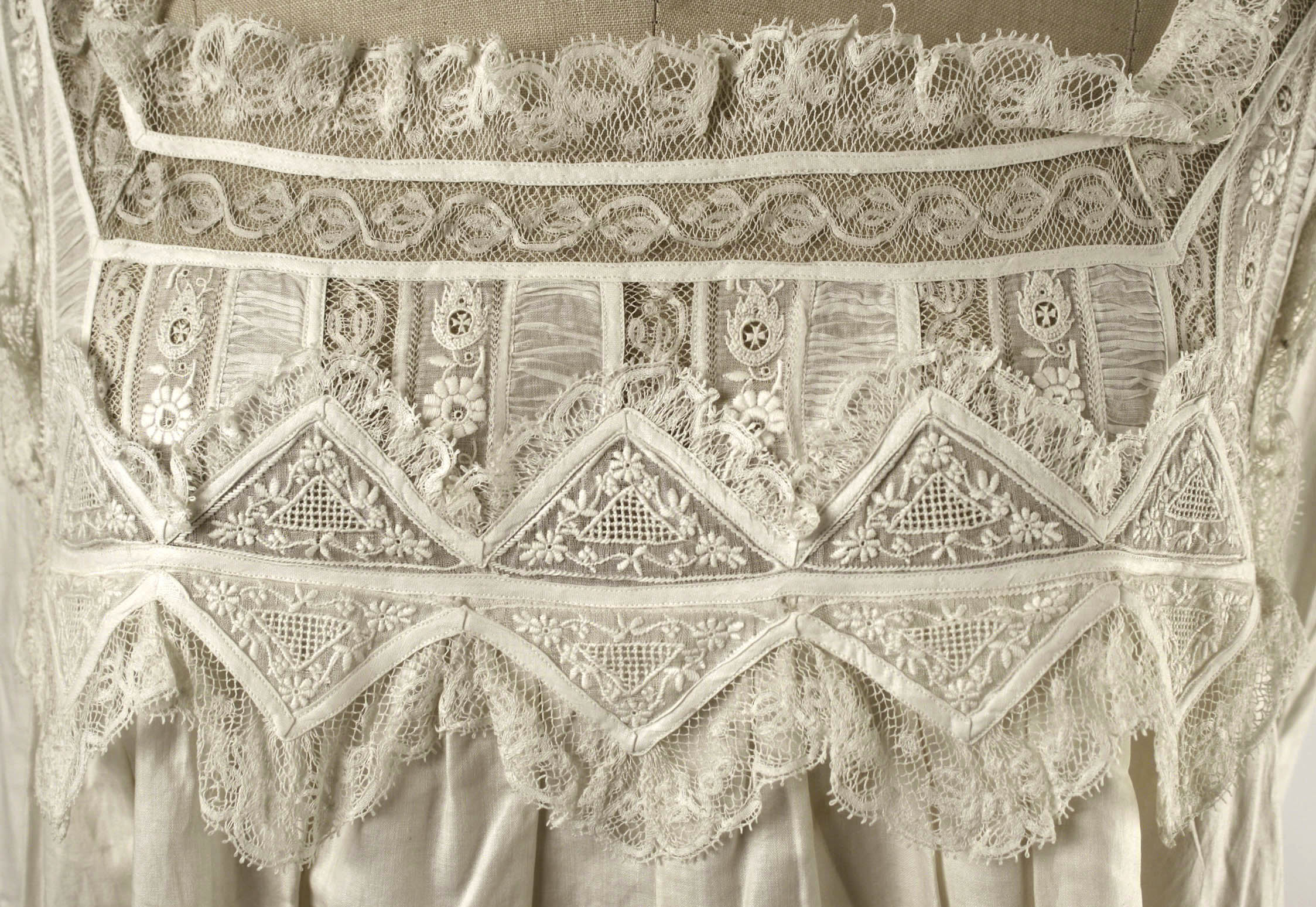
Créateur : B. Altman & Co (1881), Metropolitan Museum of Art.